# Rufus Thomas

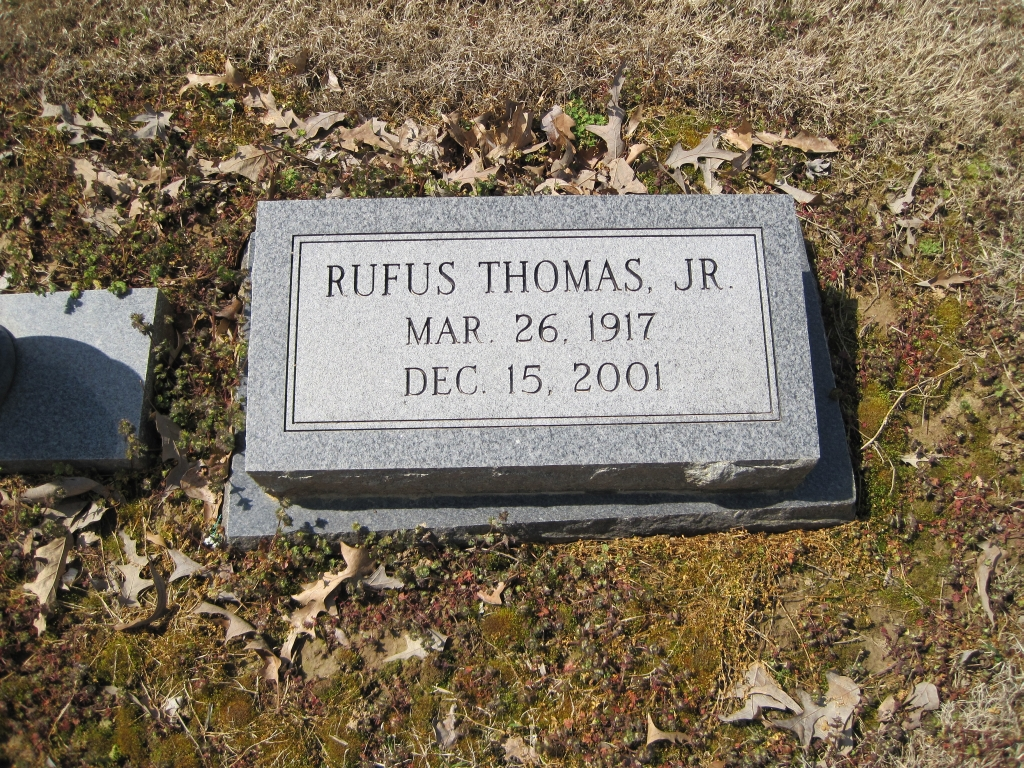
Thomas’ Grab in Memphis

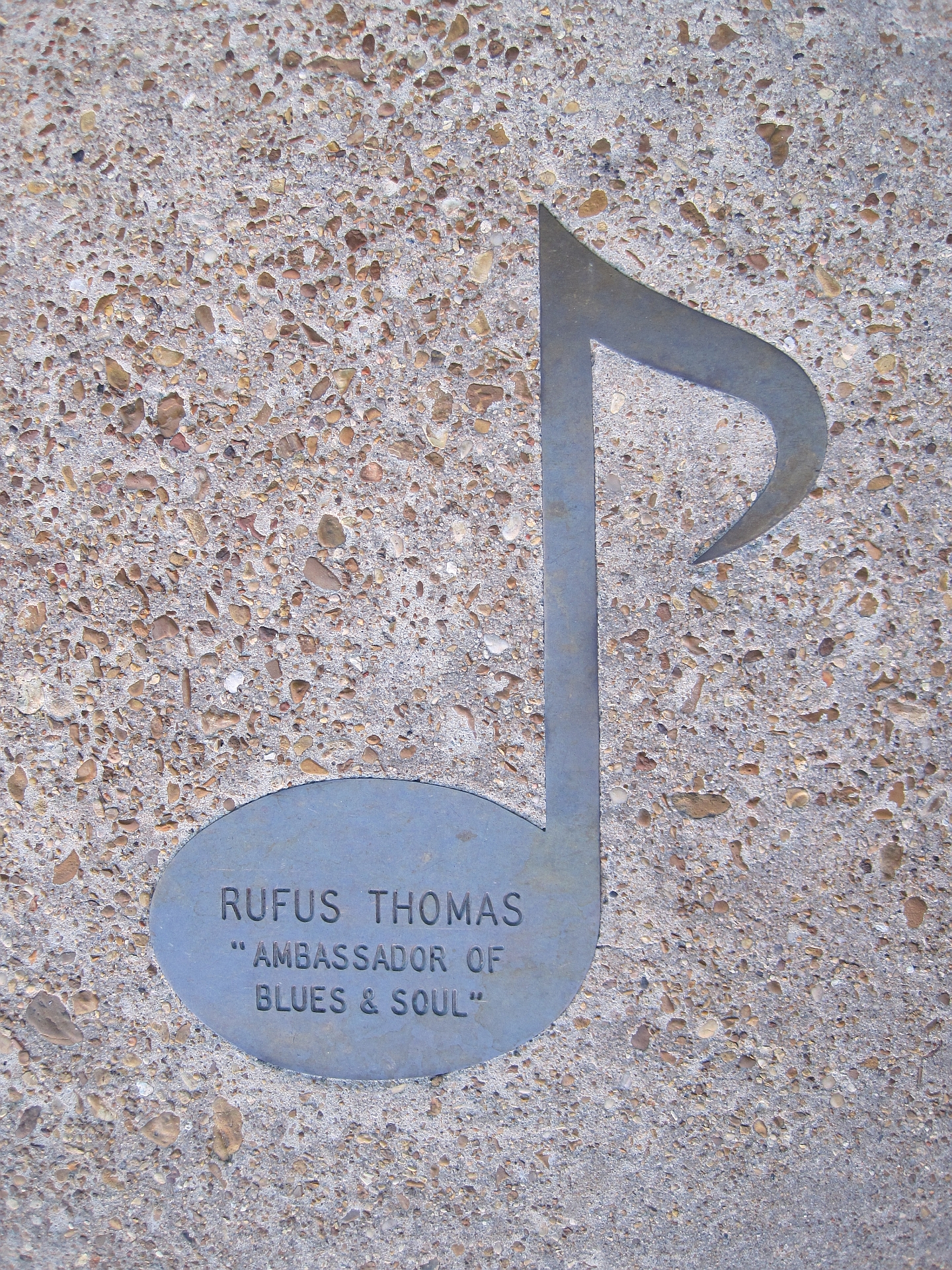
Plakette in Form einer Note für Thomas in Memphis

Rufus Thomas (* 26. März 1917 in Cayce, Mississippi; † 15. Dezember 2001 in Memphis, Tennessee) war ein US-amerikanischer Blues- und Soulsänger, Radiomoderator, Entertainer und Talentscout. Er ist der Vater der Soulsängerin Carla Thomas und des Stax-Pianisten Marvell Thomas.

## Biografie
Rufus Thomas begann seine Karriere in den 1930er Jahren bei den Rabbit Foot Minstrels. In den 1940er Jahren arbeitete er als DJ einer Radioshow bei WDIA in Memphis, einer der ersten schwarzen Radiostationen. Auf der Beale Street in Memphis betrieb er eine Talentshow, aus der unter anderem B. B. King, Bobby Blue Bland und Ike Turner hervorgingen.
1953 hatte Thomas mit Bear Cat seinen ersten Hit, der als Antwort auf Big Mama Thorntons Hit Hound Dog zu verstehen ist. Die Aufnahme war der erste nationale Hit für Sun Records. 1959 nahm er mit seiner Tochter Carla Cause I Love You auf. Vater und Tochter wurden damit die ersten Stars des Stax-Labels. Seine Tochter wurde dort jedoch der größere Star und übertraf ihren Vater, der aber regelmäßig Platten veröffentlichte. Sein größter Hit ist Walking the Dog, das später auch von The Rolling Stones und Aerosmith gecovert wurde und das zum Live-Programm von Grateful Dead und John Cale gehörte. Seine erfolgreichste Periode waren die frühen 1970er Jahre, in denen er mit Do the Funky Chicken, (Do The) Push and Pull, und The Breakdown Hitnummern in den R&B-Charts hatte. Der Konkurs von Stax-Records Mitte der 1970er Jahre beendete seine Karriere, ebenso wie die vieler anderer Künstler des Labels. Am 24. August 1997 trat Thomas im Alter von 80 Jahren bei einer Aftershow von Prince in Memphis als musikalischer Gast live auf. 1999 hatte er eine Nebenrolle in dem Film Cookie’s Fortune – Aufruhr in Holly Springs von Robert Altman.
1992 wurde Rufus Thomas in die Rock and Roll Hall of Fame, 2001 in die Blues Hall of Fame aufgenommen. Er starb 2001 in Memphis an Herzversagen.

## Diskografie

### Studioalben
| Jahr | Titel Musiklabel Katalog-Nr.    | Höchstplatzierung, Gesamtwochen, AuszeichnungChartplatzierungen (Jahr, Titel, Musiklabel Katalog-Nr., Platzierungen, Wochen, Auszeichnungen, Anmerkungen) | Höchstplatzierung, Gesamtwochen, AuszeichnungChartplatzierungen (Jahr, Titel, Musiklabel Katalog-Nr., Platzierungen, Wochen, Auszeichnungen, Anmerkungen) | Anmerkungen                                                                  |
| Jahr | Titel Musiklabel Katalog-Nr.    | US | R&B | Anmerkungen                                                                  |
| ---- | ------------------------------- | --- | --- | ---------------------------------------------------------------------------- |
| 1963 | Walking the Dog Stax 704        | US138 (3 Wo.)US | — | Erstveröffentlichung: Dezember 1963 Supervisor: Jim Stewart                  |
| 1970 | Do the Funky Chicken Stax 2028  | — | R&B32 (5 Wo.)R&B | Erstveröffentlichung: April 1970 Produzenten: Al Bell, Al Jackson, Tom Nixon |
| 1973 | Crown Prince of Dance Stax 3008 | — | R&B42 (5 Wo.)R&B | Erstveröffentlichung: November 1973 Produzent: Tom Nixon                     |

grau schraffiert: keine Chartdaten aus diesem Jahr verfügbar
Weitere Studioalben
- 1972: Did You Heard Me? (Stax 3004)
- 1977: If There Were No More Music (AVI 6015)
- 1978: I Ain’t Gettin’ Older, I’m Gettin’ Better (AVI 60465)
- 1980: Rufus Thomas (Neuaufnahmen älterer Titel; Gusto 0064)
- 1988: That Woman Is Poison! (Alligator 4769)
- 1996: Blues Thang! (Sequel 1054)

### Livealben
| Jahr | Titel Musiklabel Katalog-Nr.                                  | Höchstplatzierung, Gesamtwochen, AuszeichnungChartplatzierungen (Jahr, Titel, Musiklabel Katalog-Nr., Platzierungen, Wochen, Auszeichnungen, Anmerkungen) | Höchstplatzierung, Gesamtwochen, AuszeichnungChartplatzierungen (Jahr, Titel, Musiklabel Katalog-Nr., Platzierungen, Wochen, Auszeichnungen, Anmerkungen) | Anmerkungen |
| Jahr | Titel Musiklabel Katalog-Nr.                                  | US | R&B | Anmerkungen |
| ---- | ------------------------------------------------------------- | --- | --- | --- |
| 1971 | Rufus Thomas Live: Doing the Push & Pull at P. J.’s Stax 2039 | US147 (5 Wo.)US | R&B10 (13 Wo.)R&B | Erstveröffentlichung: März 1971 Aufnahme: im PJ’s, Hollywood, Kalifornien Produzenten: Al Bell, John W. Smith, Tom Nixon |

Weitere Livealben
- 1997: Rufus Live! (Aufnahme: 1996 beim Southern Crossroads Festival, Centennial Olympic Park, Atlanta; Ecko 1013)

### Kompilationen
- 1979: Chronicle: Their Greatest Stax Hits (Splitalbum mit Carla Thomas; Stax 4124)
- 1992: Can’t Get Away from This Dog (Stax 8569)
- 1993: The Best of Rufus Thomas: The Singles 1968–75 (Stax 094)
- 1995: Did You Heard Me?: Crown Prince of Dance (Stax 88026)
- 1996: The Best of Rufus Thomas: Do the Funky Somethin’ (Rhino 72410)
- 1998: Memories (MCA Special Products 21105)
- 2003: The Funkiest Man Alive: The Stax Funk Sessions 1967–1975 (Stax 8611)
- 2006: Stax Profiles (Stax 86202)
- 2007: The Very Best of Rufus Thomas (Stax 30307)
- 2008: His R&B Recordings 1949–1956: The Sun Years, Plus (Bear Family 16695)

### Singles
| Jahr | Titel Album                                    | Höchstplatzierung, Gesamtwochen, AuszeichnungChartplatzierungen (Jahr, Titel, Album, Platzierungen, Wochen, Auszeichnungen, Anmerkungen) | Höchstplatzierung, Gesamtwochen, AuszeichnungChartplatzierungen (Jahr, Titel, Album, Platzierungen, Wochen, Auszeichnungen, Anmerkungen) | Anmerkungen | [↑]: gemeinsam behandelt mit vorhergehendem Eintrag; [←]: in beiden Charts platziert |
| Jahr | Titel Album                                    | US | R&B | Anmerkungen |                                                                                      |
| ---- | ---------------------------------------------- | --- | --- | --- | ------------------------------------------------------------------------------------ |
| 1953 | Bear Cat –                                     | — | R&B3 (8 Wo.)R&B | Erstveröffentlichung: März 1953 als Rufus Hound Dog Thomas Jr.; Antwortlied auf Big Mama Thorntons Hound Dog Autor: Sam Phillips |                                                                                      |
| 1963 | The Dog Walking the Dog                        | US87 (8 Wo.)US | R&B22 (3 Wo.)R&B | Erstveröffentlichung: Dezember 1962 Autor: Rufus Thomas                                                                          |                                                                                      |
| 1963 | Walking the Dog                                | US10 Gold · (14 Wo.)US | R&B4 (16 Wo.)R&B | Erstveröffentlichung: September 1963 Grammy Hall of Fame Autor: Rufus Thomas                                                     |                                                                                      |
| 1964 | Can Your Monkey Do the Dog Walking the Dog     | US48 (9 Wo.)US | R&B12 (8 Wo.)R&B | Erstveröffentlichung: Januar 1964 Autoren: Rufus Thomas, Steve Cropper                                                           |                                                                                      |
| 1964 | Somebody Stole My Dog –                        | US86 (2 Wo.)US | — | Erstveröffentlichung: März 1964 Autoren: Rufus Thomas, Steve Cropper                                                             |                                                                                      |
| 1964 | That’s Really Some Good –                      | US92 (2 Wo.)US | R&B30 (5 Wo.)R&B | Erstveröffentlichung: 29. April 1964 als Rufus and Carla, mit Carla Thomas Autor: Rufus Thomas                                   |                                                                                      |
| 1964 | Night Time Is the Right Time –                 | US94 (1 Wo.)US | — | B-Seite von That’s Really Some Good als Rufus and Carla, mit Carla Thomas Autor: Lew Herman                                      |                                                                                      |
| 1964 | Jump Back –                                    | US49 (7 Wo.)US | R&B6 (12 Wo.)R&B | Erstveröffentlichung: September 1964 Autor: Rufus Thomas                                                                         |                                                                                      |
| 1967 | Sophisticated Sissy –                          | — | R&B43 (4 Wo.)R&B | Erstveröffentlichung: 5. Juni 1967 Autoren: Bonny Rice, David Porter, Isaac Hayes, Joe Shamwell                                  |                                                                                      |
| 1970 | Do the Funky Chicken                           | US28 (12 Wo.)US | R&B5 (14 Wo.)R&B | Erstveröffentlichung: Dezember 1969 Autor: Rufus Thomas                                                                          |                                                                                      |
| 1970 | Sixty Minute Man Do the Funky Chicken          | — | R&B42 (8 Wo.)R&B | Erstveröffentlichung: Juli 1970 Autoren: Rose Marks, Billy Ward Original: The Dominoes, 1951                                     |                                                                                      |
| 1970 | The Preacher and the Bear Do the Funky Chicken | —[R&B: ↑] | R&B42 (8 Wo.)R&B | B-Seite von Sixty Minute Man Volkslied; Arrangeur: Rufus Thomas                                                                  |                                                                                      |
| 1970 | (Do The) Push and Pull Did You Heard Me?       | US25 (13 Wo.)US | R&B1 (15 Wo.)R&B | Erstveröffentlichung: Oktober 1970 Autor: Rufus Thomas                                                                           |                                                                                      |
| 1971 | The World Is Round Did You Heard Me?           | — | R&B34 (4 Wo.)R&B | Erstveröffentlichung: April 1971 Autor: Rufus Thomas                                                                             |                                                                                      |
| 1971 | The Breakdown Did You Heard Me?                | US31 (10 Wo.)US | R&B2 (12 Wo.)R&B | Erstveröffentlichung: Juli 1971 Autoren: Bonny Rice, Eddie Floyd, Rufus Thomas                                                   |                                                                                      |
| 1971 | Do the Funky Penguin Did You Heard Me?         | US44 (10 Wo.)US | R&B11 (10 Wo.)R&B | Erstveröffentlichung: November 1971 Autoren: Bonny Rice, Jo Bridges, Rufus Thomas, Tom Nixon                                     |                                                                                      |
| 1974 | The Funky Bird Crown Prince of Dance           | — | R&B93 (2 Wo.)R&B | Erstveröffentlichung: Januar 1974 Autoren: Jo Bridges, Tom Nixon                                                                 |                                                                                      |
| 1974 | Boogie Ain’t Nuttin’ (But Gettin’ Down) –      | — | R&B63 (7 Wo.)R&B | Erstveröffentlichung: Juli 1974 Autor: Rufus Thomas                                                                              |                                                                                      |
| 1975 | Do the Double Bump –                           | — | R&B74 (7 Wo.)R&B | Erstveröffentlichung: Februar 1975 Autor: Rufus Thomas                                                                           |                                                                                      |
| 1976 | If There Were No Music                         | — | R&B92 (7 Wo.)R&B | Erstveröffentlichung: August 1976 Autor: George Jackson                                                                          |                                                                                      |

Weitere Singles
- 1950: I’ll Be a Good Boy
- 1953: Tiger Man (King of the Jungle) (als Rufus Thomas Jr.)
- 1956: The Easy Livin’ Plan (Rufus „Bearcat“ Thomas with the Bearcats)
- 1960: Cause I Love You (als Rufus and Carla, mit Carla Thomas)
- 1962: Its Aw’rite
- 1965: Little Sally Walker
- 1965: Willy Nilly
- 1965: The World Is Round
- 1966: Birds and Bees (als Rufus and Carla, mit Carla Thomas)
- 1966: Sister’s Got a Boyfriend
- 1967: Down ta My House
- 1968: The Memphis Train
- 1968: Funky Mississippi
- 1968: Funky Way
- 1972: 6-3-8
- 1972: Itch and Scratch
- 1973: Funky Robot
- 1973: I’m Still in Love with You
- 1973: That Makes Christmas Day
- 1975: Jump Back 75
- 1978: Fried Chicken
- 1981: Everybody Cried (The Day Disco Died)
- 1985: Rappin’ Rufus
- 1987: Ramesses Rap
- 1992: Timeless Funk
- 1992: Get Up Offa That Funk
- 1998: Hey Rufus!

Weitere Chartplatzierungen

| Jahr | Titel Album          | Höchstplatzierung, Gesamtwochen, AuszeichnungChartsChartplatzierungen (Jahr, Titel, Album, Platzierungen, Wochen, Auszeichnungen, Anmerkungen) | Anmerkungen                             |
| Jahr | Titel Album          | UK | Anmerkungen                             |
| ---- | -------------------- | --- | --------------------------------------- |
| 1970 | Do the Funky Chicken | UK18 (12 Wo.)UK | Erstveröffentlichung (UK): Oktober 1970 |

### Videoalben
- 1973: Wattstax
- 2003: Only the Strong Survive